# أدولف فريدريش تيله
أدولف فريدريش تيله (بالألمانية: Adolf Thiele) (و. 1853 – 1925 م) هو سياسي، وصحفي ألماني، ولد في درسدن، كان عضوًا في الحزب الديمقراطي الاجتماعي الألماني، توفي في هاله، عن عمر يناهز 72 عاماً.

## مناصب
تولى منصب عضو مجلس النواب الألماني للإمبراطورية الألمانية
.